# L’inondation
L’inondation (deutsch: „Die Überschwemmung“) ist eine Oper in zwei Akten von Francesco Filidei (Musik) mit einem Libretto von Joël Pommerat nach der 1929 erschienenen Novelle Наводнение (Nawodnenije) von Jewgeni Samjatin. Die Uraufführung fand am 27. September 2019 in der Salle Favart der Opéra-Comique Paris statt.

## Handlung

### Kurzfassung
Die Wohnung eines nicht namentlich genannten kinderlosen Ehepaars in einem Vorort von Sankt Petersburg wird bei einer Überschwemmung der Newa unter Wasser gesetzt und zerstört. Das Paar kommt für einige Wochen bei Nachbarn unter und kehrt schließlich in ihre renovierte Wohnung zurück. Bei ihnen lebt ein junges Waisenmädchen, dass sie nach dem Tod ihres Vaters aufgenommen haben. Ein Großteil der Handlung spielt sich in der Fantasie der Frau ab. Sie stellt sich vor, wie ihr Mann sie mit dem Mädchen betrügt, beobachtet das vermeintliche Geschehen schweigend und tötet das Mädchen schließlich. Sie wird schwanger. Gleichzeitig verstärken sich ihre Anzeichen von Wahnsinn immer mehr, bis sie vollkommen zusammenbricht. Sie wird in ein Krankenhaus eingeliefert, wo sie ihr Kind bekommt. Nach kurzer Zeit wird sie völlig apathisch. Der Arzt ist ratlos. Plötzlich springt sie auf und gesteht den Mord. Ihre Krankheit scheint verflogen.

### Erster Akt
Der Anfang der Oper setzt chronologisch in der Mitte der Handlung ein. Der Mann und der Nachbar verlassen die Wohnung und lassen die beiden Frauen allein zurück. Die Frau beobachtet das Mädchen eine Weile, greift es plötzlich von hinten an und erwürgt es nach einem kurzen Kampf.
Die Handlung springt einige Zeit zurück. Ein Erzähler teilt dem Publikum die Vorgeschichte mit: Auf einer Insel oder Halbinsel lebt ein Ehepaar glücklich, aber kinderlos zusammen. Der Mann arbeitet tagsüber auf dem Festland, während seine Frau auf ihn wartet. Eines Tages mehren sich Anzeichen, dass der Fluss über die Ufer treten wird. Der Mann erzählt von merkwürdigen Veränderungen an seiner Arbeitsstätte. Bevor er aufbricht, lieben sich die beiden. Die Geräusche der Nachbarskinder erinnern sie an ihre Kinderlosigkeit.
Die Frau erzählt der Nachbarin, dass sie nicht wisse, wo sich ihr Mann aufhält. Der Nachbar habe sich bereits auf der Suche nach ihm gemacht. Sie erzählt, dass sie bereits seit vierzehn oder fünfzehn Jahren verheiratet seien und noch immer keine Kinder hätten. Die Nachbarin meint, dass ein Mann ohne Kinder kein richtiger Mann sei. Der Nachbar kehrt zurück, ohne den Mann gefunden zu haben. Zugleich berichtet er, dass der Bewohner der obersten Etage, der dort mit seiner vierzehnjährigen Tochter zusammenlebte, plötzlich gestorben sei. Er habe dem Mädchen vorgeschlagen, die folgende Nacht in der Wohnung des Paares zu verbringen. Ein Polizist bringt das Mädchen herein. Jetzt kehrt auch der Mann zurück. Er ist einverstanden, das Mädchen aufzunehmen. In der folgenden Nacht macht das Mädchen Schulaufgaben statt zu schlafen. Das Paar beschließt besorgt, es dauerhaft bei sich aufzunehmen.
Allmählich kehrt der Alltag wieder ein. Die Nachbarin besucht die Frau mit ihrem kleinen Baby. Die beiden Frauen sprechen darüber, dass sich der Mann verändert habe. Der Nachbar holt seine Frau ab, um mit seiner Familie in die Kirche zu gehen. Als sie weg sind, schlägt die Frau dem Mädchen vor, ebenfalls etwas zu dritt zu unternehmen. Sie fragt das Mädchen, ob es an Gott glaube. Da trifft ihr Mann ein und unterbricht das Gespräch. Er meint, sie solle das Mädchen nicht mit solchen Themen langweilen. Er hat Blumen zu ihrem heutigen Geburtstag mitgebracht und schlägt einen gemeinsamen Spaziergang vor.
Eines Tages kehrt die Frau früher als erwartet nach Hause zurück und trifft das Mädchen in Unterwäsche an. Kurz darauf kommt ihr Mann aus dem Zimmer. Er teilt der Frau mit, dass er dem Mädchen erlaubt habe, sich draußen mit Freunden zu treffen. Er will in Zukunft im Wohnzimmer schlafen, weil die Frau im Schlaf schreie und ihn aufwecke.
Die Nachbarsfamilie kommt zu Besuch. Während sich die anderen unterhalten, beobachtet die Frau vom Sofa aus, wie liebevoll sich ihr Mann dem Mädchen gegenüber verhält. Das Geschehen spielt sich wie in Zeitlupe ab.
Als die Frau am nächsten Morgen aufsteht, sieht sie das Mädchen doppelt in der Wohnung. Zum einen steht es wie üblich an der Spüle, zum anderen hat es offenbar die Nacht mit ihrem Mann verbracht. Es singt von einer in einem Glas eingeschlossenen Fliege. Der Mann macht sich auf den Weg zur Arbeit. Wenig später kommen die Nachbarn herein und berichten von ungewöhnlich starken Wind. Weil sie eine Überschwemmung befürchten, wollen sie ihre Kinder nicht zur Schule schicken und bitten das Mädchen, für eine Weile auf sie aufzupassen. Die Frau beobachtet, wie das Mädchen den Kindern mit gruseligen Geschichten Angst macht.

### Zweiter Akt
Da ihre Erdgeschoss-Wohnung überschwemmt wurde, ist die Frau zu den Nachbarn gegangen. Der Nachbar berichtet von den Verwüstungen durch die Flut. Wenig später trifft der Mann ein und erzählt, dass er vielen Todesopfer gesehen habe. Das Mädchen sei noch vor dem Regen mit Freunden fortgegangen. Obwohl es kurz darauf zurückkommt, muss sich der Mann Vorwürfe wegen seiner Verantwortungslosigkeit anhören. Die Nachbarin bietet an, dass die drei für ein paar Tage bei ihnen wohnen können.
Der Erzähler berichtet, dass das Paar in der fremden Wohnung erstmals wieder im selben Bett schlief, aber dennoch nicht mehr zueinander fand.
An dieser Stelle ist die Szene vom Anfang der Oper erreicht. Das Paar zieht wieder in die eigene renovierte Wohnung ein.
Als der Mann nach Hause kommt, ist das Mädchen fort. Seine Frau behauptet, dass sie nicht wisse, wo es ist. Ihr Mann wundert sich, dass sie wie üblich die Haustür abschließt, obwohl das Mädchen noch kommen könnte. In dieser Nacht lieben sich die beiden wieder.
Drei Monate später erzählt die Nachbarin der Frau, dass ihr Mann sich nach dem Mädchen erkundigt habe. Der Polizist teilt ihnen mit, dass die Suche nach dem Mädchen eingestellt wurde, weil alle Zeugenaussagen darauf hindeuten, dass es ausgerissen sei. Kaum ist der Polizist fort, bricht die Frau zusammen und offenbart der Nachbarin ihre Schwangerschaft.
Die Frau kann nachts nicht mehr schlafen und redet wirr. Der Mann versucht sie zu beruhigen. Zum ersten Mal spricht er sie mit ihrem Namen, Sofia, an. Sie glaubt, dass die Geburt unmittelbar bevorstehe, hört Geräusche und sieht den Geist des Mädchens vor sich. In ihrer Fantasie erlebt sie den Mord mehrfach hintereinander erneut. Der Mann holt den Nachbarn zu Hilfe und bringt sie ins Krankenhaus.
Der Erzähler berichtet, dass das Mädchen nicht zurückkehrte und die Frau weiterhin nicht schlafen konnte, bis eines Tages das Kind da war. Die Frau ist nicht mehr ansprechbar. Der Arzt kann keine Prognose abgeben. Er erzählt dem Mann, dass sie gelegentlich von einem toten Mädchen fantasiere, auf dem sich eine Fliege niederlasse. Plötzlich steht die Frau auf und ruft aus, dass sie das Mädchen getötet habe, weil sie ein eigenes Kind wollte. Sie habe die Leiche zerteilt und die Stücke im Dunkeln in ein Loch im Brachland geworfen. Nachdem sie sich wieder beruhigt hat, stellt der Arzt fest, dass sie genesen ist. Sie schläft ein, während der Polizist an ihrem Bett wartet, bis er ihre Aussage aufnehmen kann.

## Gestaltung

### Orchester
Die Orchesterbesetzung der Oper enthält die folgenden Instrumente:
- Holzbläser: zwei Flöten, zwei Oboen, zwei Klarinetten, Bassklarinette, zwei Fagotte, Saxophon
- Blechbläser: zwei Hörner, zwei Trompeten, zwei Posaunen, Tuba
- Schlagzeug (vier oder fünf[4] Spieler)
- Klavier, Celesta
- Harfe
- Akkordeon
- Streicher

### Musik
Das Orchester mit seinem großen Schlagwerk-Instrumentarium nutzt Filidei für die Darstellung von Naturklängen wie heulenden Wind, drohend anschwellendes Wasser, eine Polizei-Pfeife, Wassergläser, u. v. m. Die Musik ist dissonant, aber nicht ausschließlich atonal. Es gibt auch einige lyrische Stellen.
Die Gesangslinien orientieren sich an der gesprochenen Sprache. Der Rezensent von Szeneweb.fr verglich sie darin mit der Schreibweise Claude Debussys. Die Rezensentin von Bachtrack fühlte sich hingegen durch die Spannung aufbauende Orchestrierung (beispielsweise in der Unterwasserszene) an Debussys Pelléas et Mélisande erinnert. Es gibt lang andauernde rhythmische Ostinati, sich in Schleifen wiederholende Motive und heftige Ausbrüche des vollen Orchesters.

## Werkgeschichte
L’inondation ist die zweite Oper des florentinischen Komponisten Francesco Filidei, eines Schülers von Salvatore Sciarrino. Es handelt sich um ein Auftragswerk der Pariser Opéra-Comique. Das Libretto verfasste der französische Regisseur und Dramatiker Joël Pommerat in enger Zusammenarbeit mit dem Komponisten. Es ist das erste originale Opernlibretto Pommerats und geht nicht wie seine früheren Libretti auf eine seiner Theater-Arbeiten zurück. Die Handlung basiert auf der 1929 erschienenen Novelle Наводнение (Nawodnenije) des russischen Schriftstellers Jewgeni Samjatin. Die Autoren begannen die Arbeit an dem Werk im Herbst 2016. Auch die Sänger wurden im Rahmen mehrerer einwöchiger Seminare frühzeitig in die Entstehung einbezogen. Dabei entstanden bereits erste Demo-Aufnahmen der Musik. Die Rolle des Erzählers, dessen Funktion mit der des antiken Chores zu vergleichen ist, ist eine Ergänzung für die Oper. Die Rolle des Mädchens übernehmen hier zwei Darstellerinnen: eine Sängerin und eine Schauspielerin.
Bei der Uraufführung am 27. September 2019 in der Salle Favart der Opéra-Comique sangen Chloé Briot (Frau), Boris Grappe (Mann), Norma Nahoun (Mädchen/Sängerin), Cypriane Gardin (Mädchen/Schauspielerin), Enguerrand de Hys (Nachbar), Yael Raanan-Vandor (Nachbarin), Guilhem Terrail (Erzähler und Polizist) und Vincent Le Texier (Arzt). Emilio Pomàrico leitete das Orchestre Philharmonique de Radio France. Die Inszenierung stammte vom Librettisten Pommerat, Bühne und Licht von Eric Soyer, die Kostüme von Isabelle Deffin und die Videos von Renaud Rubiano. Es handelte sich um eine Koproduktion mit der Angers Nantes Opéra, der Opéra de Rennes, dem Théâtre de la Ville de Luxembourg, dem Théâtre de Caen und der Opéra de Limoges.
Die Produktion wurde von der Kritik sehr positiv aufgenommen. Das Magazin Diapason schrieb von einer „beispielhaften lyrischen Schöpfung“, in der sich Libretto, Partitur, Schauspiel und Interpreten „alchemisch“ verbanden. Der Rezensent von Concertclassic verglich den Anfang mit dem der Elektra von Richard Strauss oder Il prigioniero von Luigi Dallapiccola. Ebenso wie in diesen Werken fessele die „rohe scharfe Musik“ den Zuhörer bereits direkt zu Beginn. Die „knisternde, eruptive und frostige Musik“ („une musique crépitante, éruptive et glaçante“) Filideis erzeuge eine extreme Spannung an der Grenze zum Unerträglichen („une tension extrême, à la limite de l’insoutenable“). Arte Concert stellte einen Mitschnitt als Videostream im Internet bereit.

## Aufnahmen
- 3. Oktober 2019 – Emilio Pomàrico (Dirigent), Joël Pommerat (Inszenierung), Eric Soyer (Bühne), Isabelle Deffin (Kostüme), Renaud Rubiano (Videos), Orchestre Philharmonique de Radio France.
 Chloé Briot (Frau), Boris Grappe (Mann), Norma Nahoun (Mädchen/Sängerin), Cypriane Gardin (Mädchen/Schauspielerin), Enguerrand de Hys (Nachbar), Yael Raanan-Vandor (Nachbarin), Guilhem Terrail (Erzähler und Polizist), Vincent Le Texier (Arzt).
 Video; Live aus der Opéra-Comique Paris.
 Videostream bei Arte Concert.[10]